# Mecikarevo, Sliven
Mecikarevo (în bulgară Мечкарево) este un sat în comuna Sliven, regiunea Sliven,  Bulgaria. 

## Demografie
Componența etnică a satului Mecikarevo
     Bulgari (76,86%)
     Romi (1,2%)
     Nicio identificare (21,92%)
     Altele (0%)
La recensământul din 2011, populația satului Mecikarevo era de 415 locuitori. Din punct de vedere etnic, majoritatea locuitorilor (76,86%) erau bulgari, cu o minoritate de romi (1,2%). Pentru 21,92% din locuitori nu este cunoscută apartenența etnică.